# James Horner
James Roy Horner (Los Angeles, 14. kolovoza 1953. – Nacionalni park Los Padres, 22. lipnja 2015.), bio je američki skladatelj, dirigent i orkestrator poznat po djelima na području filmske glazbe. U svojim djelima za film često je koristio orkestar, zbor te različite elektroničke instrumente. Također u njegovim se partiturama često mogu čuti i različiti keltski etno instrumenti poput violine, flaute i gajde.
Horner je pisao glazbu za više od 100 filmova, a neki od istaknutijih su glazba za Aliens, Glory, Legenda o jeseni, Hrabro srce, Apollo 13, Titanic, Genijalni um i Avatar. Njegova filmska glazba iz Titanica je najprodavaniji orkestralni soundtrack svih vremena.
Filmovi Titanic i Avatar za koje je pisao glazbu, oba u režiji Jamesa Camerona, dva su najprofitabilnija filma svih vremena.
Također je uspješno surađivao s redateljima Mel Gibsonom, Ron Howardom i Jean-Jacques Annaudom. 
Horner je osvojio dva Oscara, dvije nagrade Zlatni Globus, tri Nagrade Satelit, tri Nagrade Saturn, te je bio tri puta nominiran za nagradu Britanske filmske akademije (BAFTA).

## Smrt
22. lipnja 2015. velik broj medija je širom svijeta pisalo o pogibiji čovjeka u malom zrakoplovu modela Embraer EMB 312 Tucana, Short Tucano, koji se srušio u Nacionalnom parku Los Padres u južnoj Kaliforniji, pored malog grada Ventucope. Narednog dana, njegovi predstavnici u Agenciji Gorfaine/Schwartz su objavili poruku na svojoj web stranici u kojoj navode da je Horner, jedina osoba u zrakoplovu, poginula. Njegov odvjetnik je potvrdio da je Horner bio u letjelici kada je ona uzletjela nakon točenja goriva u Zračnoj luci Camarillo.
Suvremenici i suradnici su odali počast Horneru, uključujući kompozitore Paula Williamsa i Alana Menkena te redatelje Rona Howarda i Jamesa Camerona. Horner je izvijestio da se obvezao serijalu Avatar; Cameron je rekao da su se on i Horner radovali njihovom sljedećem susretu. Njegova asistentica je na svojoj Facebook stranici objavila: "Izgubili smo nevjerojatnu osobu s velikim srcem i zapanjujućim talentom koji je umro radeći ono što je volio."

## Vanjske poveznice
- Vrlo opsežne stranice o Jamesu Horneru
- IMDb: James Horner (filmografija)
- Intervju s Jamesom Hornerom iz 1983.